# Diana Mocanu
Diana Iuliana Mocanu, född 19 juli 1984 i Brăila, är en rumänsk före detta simmare.
Mocanu blev olympisk guldmedaljör på 100 meter ryggsim vid sommarspelen 2000 i Sydney.